# パパの手の歌
「パパの手の歌」（パパのてのうた）は、忌野清志郎 & 2・3'Sのシングル。1992年6月3日発売。

## 概要
「パパの手の歌」は1991年の「パパの歌」に続く、清水建設CMソング第2弾。

## 収録曲
作詞：糸井重里　作曲：忌野清志郎
1. パパの手の歌
2. カラスカラス